# Fanòstenes
Fanòstenes (Phanosthenes, Φανοσθένης) fou un militar nadiu d'Andros i al servei d'Atenes.
Segons Xenofont, el govern atenenc li va donar el comandament de quatre vaixells el 407 aC i fou enviat a l'illa d'Andros per substituir en el comandament a l'almirall Conó. En el camí va tribar dos galeres de Turis dirigides per Dorieu i les va capturar. Plató el cita en el seu diàleg Ió, en una sèrie d'exemples de persones que van executar alts càrrecs a l'exèrcit d'Atenes, malgrat que fossin estrangers.